# Torre de Villastar
La torre de Villastar en una torre defensiva situada en Villastar, municipio de la provincia de Teruel (Comunidad de Aragón, España).
Vinculada a la antigua alquería de «Bellestar», su construcción se ha establecido entre finales del siglo XII (1196) y comienzos de la segunda mitad del siglo XIII (1267), en relación con la encomienda templaria de Villel. Dadas sus características, el monumento está declarado Bien Inventariado del Patrimonio Cultural Aragonés del Inventario del Patrimonio Cultural Aragonés.

## Historia
Alfonso II de Aragón (1164-1196) donó el castillo de Villel y la denominada «alquería de Bellestar» al caballero Martín Pérez (1180).- Pocos años después, la propiedad pasó a la Orden de Monte Gaudio (1187), y posteriormente a los caballeros de la Orden del Temple (1196).
Propiamente, la historia bajo-medieval de Villastar se halla íntimamente unida a la de Villel, de la que fue aldea, junto con Cascante del Río, Riodeva, Tramacastiel y Valacloche. La afirmación se sustenta en la donación hecha por Alfonso II de Aragón del castillo y villa de Villel, que incluía sus aldeas, términos y pertenencias a la Orden de Monte Gaudio (también denomina Orden de Alfambra), en 1187. En la década siguiente (1196), la Orden de Monte Gaudio se fusiona a la del Temple, momento en que Villel y sus aldeas pasan a los templarios.
Por las cartas de población conocemos que fueron varios los intentos para poblar Villastar, todos ellos en la segunda mitad del siglo XIII. En el primero (1264), se concedieron tierras a pobladores cristianos; en el segundo (1267), respetando no obstante los derechos de cuatro moradores cristianos residentes en la zona, se dieron distintos predios y bienes a treinta sarracenos, con la excepción de la torre; en el tercero (1271) se entrega nuevamente a pobladores cristianos, siendo esta última repoblación la que al parecer cuajó.
La historiadora Ledesma Rubio (1988) detalla el modelo de organización social de la Orden del Temple en la alquería (del árabe alquarya, poblado pequeño) de Villastar: el Temple retenía la casa señorial con la torre y sus dependencias (establo, lagar, horno), así como la Iglesia, el sargal y la chopera. El canon establecido era la séptima parte de la cosecha (cereales, hortalizas), con la excepción de las precisas para el consumo de los colonos. Este patrón de pago se hacía extensivo a otros productos (lino, cáñamo, cebollas, ajos, nabos, puerros, zanahorias), a lo que cabía añadir los diezmos y primicias. Para la vid se establecía la entrega de la cuarta parte de la producción -quedaban exentas de pago la viña de secano y las tierras roturadas del monte. La franquicia más importante, sin embargo, eran los ganados y los pastos, circunstancia que favoreció el crecimiento de su cabaña:

El acarreo del cereal a la era de los freiles y de la vid a su lagar constituía la obligada servidumbre de estos vasallos del señorío del Temple de Villel, así como el servicio de hueste y cabalgada, la cena al rey, infante o procurador o su correspondiente redención.
Cartas de población y fueros turolenses, María Luisa Ledesma Rubio

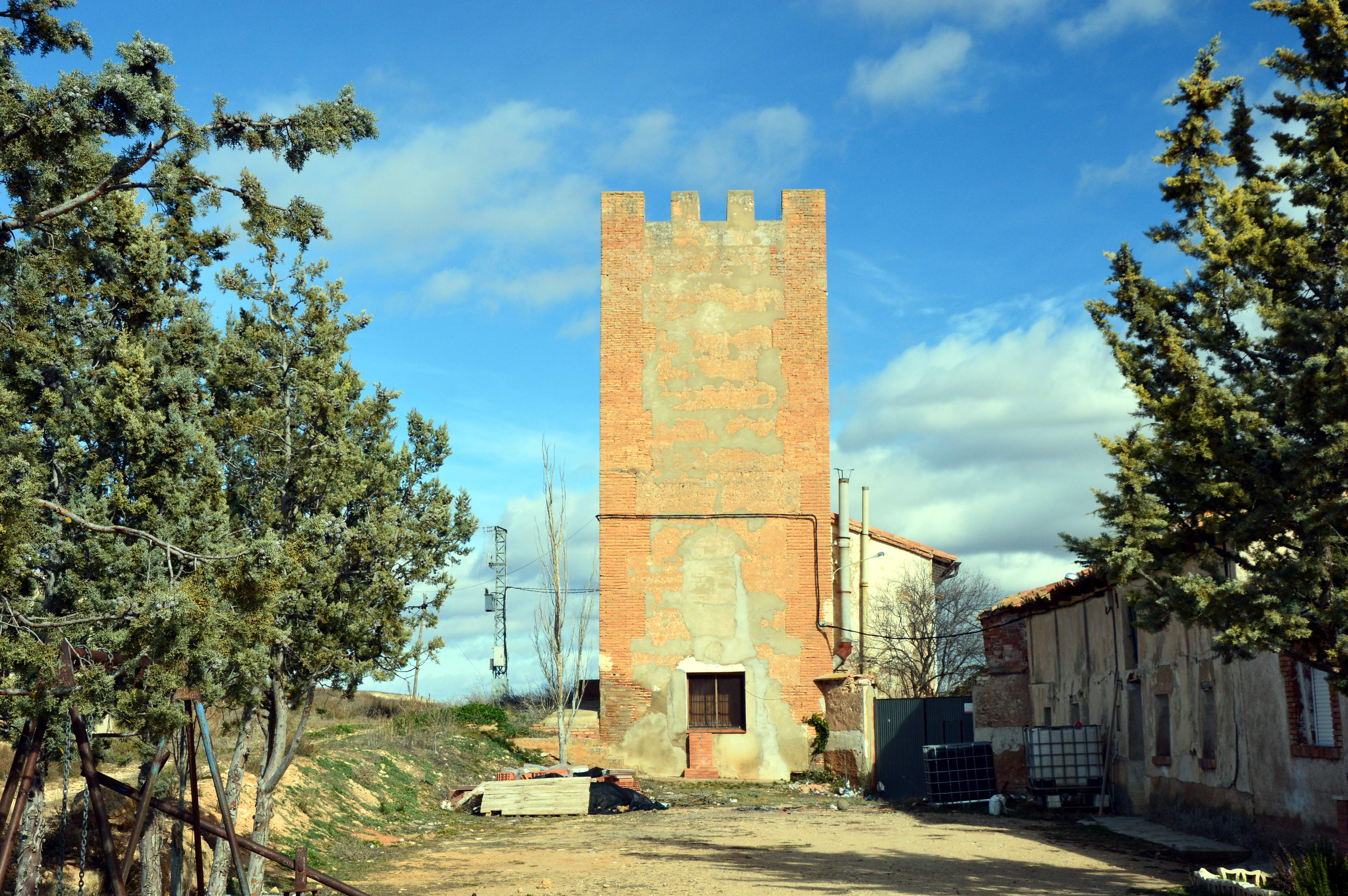
Masía de la Torre en Villastar, 2019.

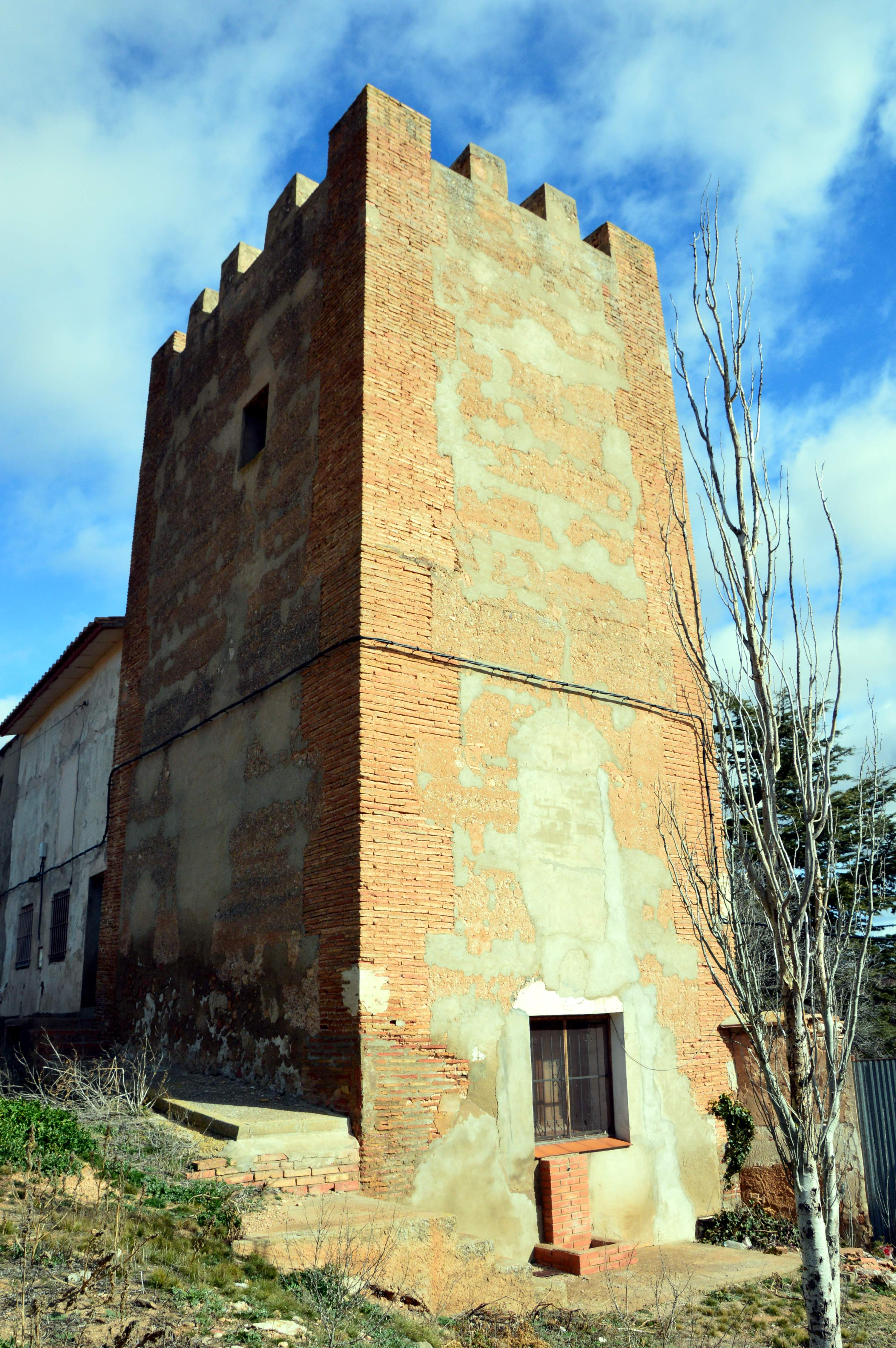
Masía de la Torre en Villastar, 2019.

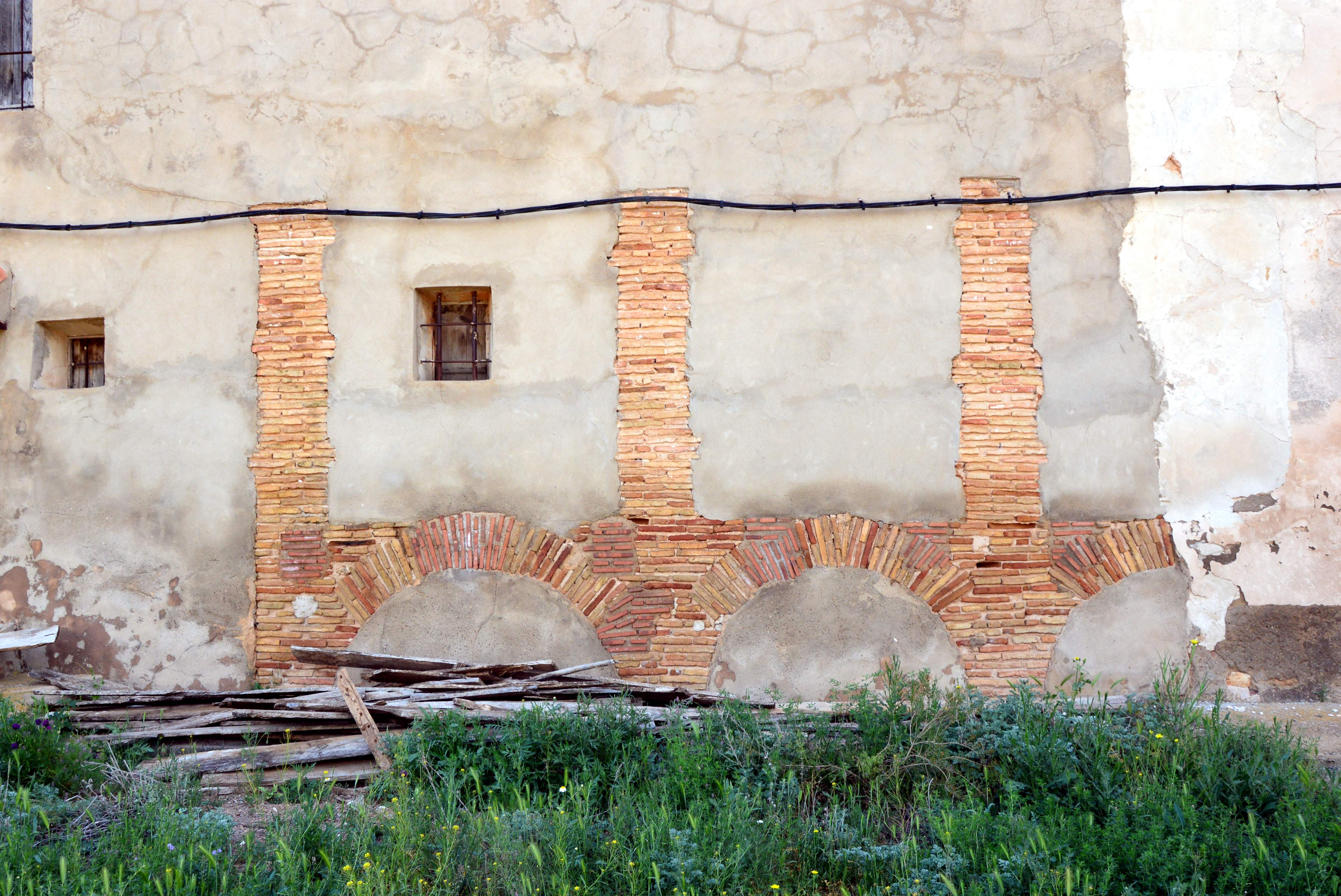
Masía de la Torre en Villastar, 2017.

No se conocen documentos que mencionen la «torre de Villastar» en los años finales del siglo XII, de ahí que se haya propuesto su construcción durante el dominio templario; esto es, entre finales del siglo XII y la segunda repoblación (1267).
Tras la abolición de la Orden del Temple (1319), Villastar pasó a la Orden de San Juan del Hospital,- dependiente de la Encomienda de Villel, que la poseyó hasta el siglo XVII.

## Ubicación y descripción
La torre se halla aguas abajo del río Turia, en una masía junto a la carretera N-330 (punto kilométrico 297,5) entre Teruel y Villastar. Da la impresión de ubicarse en el contexto de una masía fortificada; sin embargo, los edificios que rodean el torreón son de distinta factura y fábrica muy posterior.
La primera descripción corresponde a Gordillo Courcières (1974), que la sitúa sobre un altozano junto al camino de Teruel, a un kilómetro y medio de Villastar:

En la «Masía de la Torre», sobre una pequeña elevación que acecha el camino desde Teruel, a unos mil quinientos metros del actual Villastar, hay unas modestas edificaciones y una torre maltrecha pero entera. Se trata de una atalaya de perímetro rectangular visiblemente construida en dos etapas, con las esquinas de ladrillo y los muros de adobe, de unos quince metros de altura. Resulta difícil comprometerse a asegurar que esa fuera la torre de los templarios; pero no hemos encontrado otra y su tipo de construcción no lo contradice. En el inventario de Bellas Artes figura como edificio fortificado.
Castillos templarios arruinados en el sur de la Corona de Aragón, José Luis Gordillo Courcières 

Otros autores como Guitart Aparicio (1987) la reseñan citando a Gordillo Courcières y aportando nuevos datos:

[…], la alquería de Bellestar existía en 1180 y fue repoblada en 1267 por los templarios de la cercana encomienda de Villel. De esta última época puede ser la esbelta torre que hoy aparece aneja a una masía muy posterior. La torre es rectangular, construida en tapial enlucido y reforzado por ladrillos en las aristas, rematándose con almenas hendidas por una saetera. Debajo sobresalen unas ménsulas de madera que servirían para soportar unas buhardas del mismo material. Esta torre es una interesante muestra de los tiempos inmediatamente posteriores a la reconquista de Teruel».
Los castillos turolenses, Cristóbal Guitart Aparicio

En una obra posterior (1992), Guitart Aparicio reseña de nuevo la «torre de Villastar», aunque sin aportar más noticias.
Situada en una eminencia del terreno que domina la vega del río Turia en su margen derecho, la «torre de Villastar» se halla anexa a los edificios de una masía de propiedad particular. Posee planta rectangular (6x5 metros), muros de tapial parcialmente enlucido y ladrillo en las esquinas, de unos 15 metros de altura. Son visibles dos antiguas puertas de entrada en alto (con arcos de medio punto), en la actualidad tapiadas. Observando el tipo de ladrillos de las cantoneras puede deducirse que la torre fue levantada en dos momentos constructivos distintos. Por detrás de la torre hay varias arcadas y machones de ladrillo integrados en el muro occidental de uno de los edificios de la masía anexa, que bien pudieran corresponder a una construcción contemporánea del torreón.
Hasta los años ochenta (1988), el remate almenado estuvo cubierta por un tejadillo sobrepuesto de teja árabe (hoy desaparecido), pudiendo verse también las vigas de madera correspondientes a las ménsulas que soportaban las buhardas. Al exterior, la construcción se halla en buen estado, aunque no puede visitarse por dentro. Por lo demás, el entorno del monumento -propiamente declarado BIC- se halla poco cuidado.